# Folsomia dovrensis
Folsomia dovrensis is een springstaartensoort uit de familie van de Isotomidae. De wetenschappelijke naam van de soort is voor het eerst geldig gepubliceerd in 1976 door Fjellberg.